# Кафедра социально-экономической географии зарубежных стран
Кафедра социально-экономической географии зарубежных стран (СЭГЗС) Географического факультета МГУ — одна из старейших кафедр данного профиля в России. Научно-исследовательский и учебный центр в подготовке специалистов — страноведов в области социальной, экономической, политической, культурной географии и других смежных дисциплин.

## Общие сведения
Одна из старейших кафедр на географическом факультете МГУ. Основана в 1934 году Николаем Николаевичем Баранским и Иваном Александровичем Витвером при почвенно-географическом факультете МГУ как кафедра экономической и политической географии капиталистических стран.
Первым заведующим кафедрой был её основатель — профессор Иван Александрович Витвер (1934—1956). Он создал научную школу экономической географии зарубежного мира, целостную систему преподавания этой науки, первые учебники. Уже к концу 1930-х годов сформировался костяк профессорско-преподавательского состава кафедры, была защищена первая кандидатская диссертация.
На протяжении 75-летней истории кафедру возглавляли профессор Исаак Моисеевич Майергойз (1956—1958), заслуженный профессор МГУ, член-корреспондент РАН, Герой Советского Союза, Виктор Вацлавович Вольский (1959—1999). Именно на этот период приходится расцвет страноведческих исследований в СССР, причем именно сотрудники кафедры внесли существенный вклад в развитие теории и практики экономического районирования, изучение географии отдельных отраслей хозяйства, межстрановых интеграционных процессов. В этот период на кафедре начинается анализ зарубежного опыта региональной политики.
В 1959 году произошло разделение кафедры на две: кафедру экономической и политической географии капиталистических и развивающихся стран и кафедру экономической географии социалистических стран.
С 1990 года усилилась гуманитарная направленность в научной работе, произошел переход к общественной географии. Кафедра получила новое название «Кафедра социально-экономической географии зарубежных стран». Вместе с тем кафедра по-прежнему остается одним из ведущих в России центров изучения территориальной организации экономики, региональной политики и других направлений традиционной экономической и политической географии.
В 2000—2014 годах кафедру возглавлял доцент, к.г.н. лауреат Ломоносовской премии МГУ, Александр Степанович Фетисов, специалист по теории страноведения и социально-экономической географии развивающихся стран.
С 2014 года кафедру возглавил доцент, к.г.н. Алексей Станиславович Наумов, географ-латиноамериканист, специалист в области агрогеографии, многолетний организатор Всероссийских олимпиад школьников по географии.

## Сотрудники кафедры
В научный состав кафедры входят 4 доктора и 11 кандидатов наук, в том числе известные в масштабах всей страны географы.
Коллективом кафедры созданы фундаментальные вузовские учебники по экономической географии зарубежных стран (Первая премия Госкомобразования СССР в 1986 г.). Новый учебник «Социально-экономическая география зарубежного мира» получил первую премию Ученого Совета географического факультета в 2002 году. Была опубликована серия коллективных монографий по крупным проблемам экономической и социальной географии книга «Государственное регулирование размещения производительных сил в капиталистических и развивающихся странах» (1975), получила Премию МГУ им. Д. Н. Анучина, были изданы монографии по многим странам.
Вышли учебные пособия по географии населения мира (А. Е. Слука), промышленности (О. В. Витковский), агрогеографии (И. М. Кузина, А. С. Наумов), по Японии (И. С. Тихоцкая) и Юго-Восточной Азии (И. С. Иванова). Выдвинуты новые научные концепции эволюционного страноведения (А. С. Фетисов), районирования общества (Л. В. Смирнягин), постиндустриального промышленного комплекса (А. П. Горкин). Школьной географией активно занимаются С. В. Рогачев (методика преподавания) и А. С. Наумов (олимпиады по географии).
С 1971 г. публикуется периодическое издание «Вопросы экономической и политической географии зарубежных стран», где сотрудники кафедры входят в число основных авторов. На 2023 год издан 21 сборник.

## Обучение на кафедре
На кафедре студенты и аспиранты слушают оригинальные курсы исторической и политической географии, географию населения и геоурбанистики, культурную географию. Они знакомятся с международным разделением труда, типологией стран, политико-географическими аспектами международного права, проблемами социально-экономического районирования. Благодаря спецгеоинформатике они овладевают методами статистического анализа, работы в Интернете, составления социально-экономических карт. Важное значение имеет обучение иностранным языкам (основным европейским, японскому и др.).
В ходе учебного процесса студенты выполняют курсовые, аттестационные и дипломные работы по различной тематике: по географии населения, по географии промышленности и транспорта, торговли и сельского хозяйства, по электоральной географии, по территориальной организации общества, по региональной политике. Наиболее интересные из них докладываются на студенческих конференциях, публикуются в научных сборниках кафедры и в географических журналах. Для лучших студентов кафедры учреждены именные стипендии: профессора И. А. Витвера, профессора В. В. Вольского и профессора Якова Григорьевича Машбица (видного географа-латиноамериканиста).

### Практики
Неотъемлемой частью обучения на кафедре является прохождение студентами летней полевой практики после второго курса, в ходе которой они овладевают ключевыми навыками полевой работы географа-общественника. Практика включает дальнюю и ближнюю части, в 2010-е годы дальняя часть стала проводиться за рубежом. С 1970-х до 2016 года практикой руководил профессор Л. В. Смирнягин. Места проведения дальней практики:
```

```

| - 2000 — Западная Сибирь - 2001 — Поволжье и Южный Урал - 2002 — Урал - 2003 — Центральная Россия - 2004 — Русский Север - 2005 — Восточная Сибирь - 2006 — Алтай и Восточная Сибирь - 2007 — Дальний Восток России - 2008 — Северный Кавказ и Юг России | - 2009 — Скандинавия (Финляндия, Швеция, Норвегия, Дания) - 2010 — Восточная Европа (Польша, Чехия, Словакия, Венгрия) - 2011 — Альпийский регион (Словения, Австрия, Германия, Швейцария, Италия) - 2012 — Калифорния - 2013 — Новая Англия - 2014 — Новая Англия и Приозёрье - 2015 — Старый и Верхний Юг США - 2016 — Новая Англия - 2017 — Средний Запад - 2018 — Скандинавия (Финляндия, Швеция, Норвегия, Эстония) - 2019 — Великобритания (Лондон, Гэмпшир, Дорсет, Сомерсет, Глостершир, Уилтшир, Кардифф, Уэст-Мидлендс, Оксфордшир) | - 2021 — Южный Кавказ: Армения (Котайк, Тавуш, Лори, Ширак, Араратская долина) и Грузия (Нижняя Карталиния и Внутренняя Карталиния, Кахетия, Имеретия, Джавахетия, Месхетия, Сванетия, Мегрелия, Гурия, Аджария) - 2022 — Центральная Азия и Западная Сибирь: Кыргызстан (Бишкек, Каракол), Казахстан (Алматы, Караганда, Астана, Экибастуз, Павлодар) и Россия (Омск) - 2023 — Средний Восток и Южный Кавказ: Иран (Тегеран, Хамадан, Лурестан, Керманшах, Курдистан, Азербайджан), Армения (Сюник, Араратская долина, Котайк, Лори), Грузия (Тбилиси) - 2024 — Турция (Стамбул, Восточная, Западная, Центральная Анатолия, Черноморский район) - 2025 — Центральная Азия (Узбекистан, Таджикистан, Кыргызстан, Казахстан, Россия) |

### Экспедиции
Традиционно каждый год кафедра проводит полевые научные зимние экспедиции, в которых наиболее успешные и талантливые студенты кафедры могут проявить свои навыки для ведения реальной исследовательской работы. Места проведения кафедральных экспедиций:

| - 1985 — Вильнюс - 1986 — Великий Новгород - 1987 — Ереван - 1988 — Алма-Ата - 1989 — Тбилиси - 1990 — Владимирская область - 1991 — Крым - 1992 — Мордовия - 1993 — Псковская область - 1994 — Великий Новгород - 1995 — Кировская область - 1996 — экспедиции не было - 1997 — Переяславль-Залесский - 1998 — Старица - 1999 — Юрьевец | - 2000 — Нижний Новгород - 2001 — Рыбинск - 2002 — Торжок - 2003 — Орловская область - 2004 — Астана - 2005 — Турция - 2006 — Бенилюкс - 2008 — Ставрополь и Пятигорск - 2009 — Пермь - 2010 — Калининградская область - 2011 — Смоленск - 2012 — Вильнюс - 2013 — Пермский край - 2013 — Витебск - 2014 — Молдова - 2015 — Крым | - 2015 — Свердловская область - 2016 — Белгородская область - 2017 — Восточно-Казахстанская область - 2018 — Ставропольский край - 2019 — Карелия - 2019 — Стамбул - 2020 — Махачкала - 2021 — Краснодар - 2022 — Ростов-на-Дону - 2023 — Сочи - 2024 — Батуми - 2025 — Баку |

## Профиль выпускаемых специалистов
Географы, специалисты по экономической, социальной и политической географии зарубежных стран.

## Направления научных исследований
Главная тема НИР (2021—2025 гг.) — «Теория и практика эволюционного страноведения в условиях глобальных вызовов».
- Эволюционное страноведение
- Типология стран
- География населения и хозяйства стран и регионов мира
- Культурная география
- Политическая география
- Геоурбанистика
- Международное разделение труда
- География отраслей хозяйства
- Социально-географическое картографирование

## Перечень специализированных учебных курсов
- Теория страноведения
- География населения с основами демографии
- Пространственный анализ в страноведении
- Типология зарубежных стран
- Геоурбанистика
- Культурная география
- География промышленности
- Агрогеография мира
- География транспорта
- Социально-экономическая картография
- Методы анализа пространственных данных
- Территориальная организация общества
- Политическая география
- Когнитивная география
- Социально-экономическая география стран Европы, Азии, Африки, Латинской Америки, США, Германии, Японии, стран переселенческого капитализма (Канада, ЮАР, Австралия, Новая Зеландия, Израиль)

## Научные семинары
Сотрудники кафедры организуют работу нескольких постоянно действующих открытых тематических научных семинаров, в которых принимают участие как студенты, аспиранты и сотрудники кафедры и факультета, так и внешние специалисты.
- Открытый семинар по политической географии (рук. н.с. А. И. Лукьянов)
- Семинар «Пространственная организация транспорта» (рук. в.н.с. С. А. Тархов)
- «Страноведение и страновидение» — семинар-обмен путевыми впечатлениями

## Научно-учебные контакты и международные связи
Студенты кафедры проходят производственные и преддипломные практики в различных научных учреждениях, институтах РАН, в государственных и частных организациях. Большим разнообразием отличаются международные связи (научные командировки и стажировки, практики, обмен стажерами, лекции, доклады). В числе постоянных партнеров — университеты США (Миннесотский), Великобритании (Оксфордский и Бирмингемский), Германии (Марбургский, Йенский, Хайдельбергский), Франции (Париж 1 и Париж 10), Японии (Хитоцубаси и Мэйдзи).